# Prologen i Tour de France 2010
Prologen i Tour de France 2010 var en enkeltstart rundt i Rotterdam i Holland og blev kørt lørdag d. 3. juli 2010. Prologen var den tredjelængste prolog i Tourens historie, og som sædvanlig var den regerende verdens- og olympiske mester i enkeltstart, Fabian Cancellara, storfavorit før start. Tony Martin fra HTC-Columbia startede som nummer tretten og noterede sig for bedste tid da han krydsede mållinjen i Rotterdam, en føring han skulle holde det meste af dagen. Cancellara var så overlegen som spået på forhånd og trampede sig ind til sejr, ti sekunder foran Martin.
Blandt favoritterne til at vinde samlet var det Lance Armstrong som fik den bedste start. Den syvdobbelte vinder af Touren endte på fjerdepladsen og tog fem sekunder på Alberto Contador, seksten sekunder på Aleksandr Vinokurov og sytten sekunder på Cadel Evans. Schleck-brødrene havde en dårlig prolog og tabte mange sekunder til konkurrenterne i klassementet. Fränk tabte 35 sekunder til Armstrong, mens Andy endte 47 sekunder efter amerikaneren.
- Etape: Prolog
- Dato: 3. juli
- Længde: 8,9 km
- Danske resultater:

052. Jakob Fuglsang + 0.50
134. Nicki Sørensen + 1.12
137. Brian Vandborg + 1.12
161. Chris Anker Sørensen + 1.19
172. Matti Breschel + 1.22
- Gennemsnitshastighed: 53,4 km/t

## Resultatliste

### 1. mellemtid, Chronométrage, 4,2 km
|    | Navn                 | Land           | Hold               | Tid    |
| -- | -------------------- | -------------- | ------------------ | ------ |
| 1  | Fabian Cancellara    | Schweiz        | Team Saxo Bank     | 4.31   |
| 2  | Tony Martin          | Tyskland       | Team HTC-Columbia  | + 0.06 |
| 3  | David Millar         | Storbritannien | Garmin-Transitions | + 0.09 |
| 4  | Lance Armstrong      | USA            | Team RadioShack    | + 0.11 |
| 5  | Alberto Contador     | Spanien        | Astana Pro Team    | + 0.12 |
| 6  | Edvald Boasson Hagen | Norge          | Team Sky           | + 0.13 |
| 7  | Geraint Thomas       | Storbritannien | Team Sky           | + 0.15 |
| 8  | Luis León Sánchez    | Spanien        | Caisse d'Epargne   | + 0.15 |
| 9  | Levi Leipheimer      | USA            | Team RadioShack    | + 0.16 |
| 10 | Andriy Grivko        | Ukraine        | Astana Pro Team    | + 0.17 |
| 11 | Vasil Kiryienka      | Hviderusland   | Caisse d'Epargne   | + 0.17 |
| 12 | Tyler Farrar         | USA            | Garmin-Transitions | + 0.17 |
| 13 | Andreas Klöden       | Tyskland       | Team RadioShack    | + 0.17 |
| 14 | Roman Kreuziger      | Tjekkiet       | Liquigas-Doimo     | + 0.17 |
| 15 | Carlos Barredo       | Spanien        | Quick Step         | + 0.17 |

### Mål
|    | Navn                 | Land           | Hold                | Tid    |
| -- | -------------------- | -------------- | ------------------- | ------ |
| 1  | Fabian Cancellara    | Schweiz        | Team Saxo Bank      | 10.00  |
| 2  | Tony Martin          | Tyskland       | Team HTC-Columbia   | + 0.10 |
| 3  | David Millar         | Storbritannien | Garmin-Transitions  | + 0.20 |
| 4  | Lance Armstrong      | USA            | Team RadioShack     | + 0.22 |
| 5  | Geraint Thomas       | Storbritannien | Team Sky            | + 0.23 |
| 6  | Alberto Contador     | Spanien        | Astana Pro Team     | + 0.27 |
| 7  | Tyler Farrar         | USA            | Garmin-Transitions  | + 0.28 |
| 8  | Levi Leipheimer      | USA            | Team RadioShack     | + 0.28 |
| 9  | Edvald Boasson Hagen | Norge          | Team Sky            | + 0.32 |
| 10 | Linus Gerdemann      | Tyskland       | Team Milram         | + 0.35 |
| 11 | Brent Bookwalter     | USA            | BMC Racing Team     | + 0.35 |
| 12 | Adriano Malori       | Italien        | Lampre-Farnese Vini | + 0.35 |
| 13 | Janez Brajkovič      | Slovenien      | Team RadioShack     | + 0.35 |
| 14 | Michael Rogers       | Australien     | Team HTC-Columbia   | + 0.35 |
| 15 | Rubén Plaza          | Spanien        | Caisse d'Epargne    | + 0.36 |

## Manglende ryttere
- 092  Xavier Florencio (CTT) havde tidligere på sæsonen brugt en salve som indeholder efedrin for at behandle et siddesår. Brugen af denne salve var ikke klareret med det medicinske støtteapparat i Cervélo, og siden efedrin står på listen over ulovlige midler hos anti-dopingbureauerne, valgte Cervélo at suspendere Florencio indtil videre. Holdet håbede på at kunne indkalde en erstatning, men tidsfristen for at lave forandringer på holdet var på dette tidspunkt udgået og Florencio blev anset som en deltager som ikke startede på prologen.[1]